# Péter Várhidi
Péter Várhidi (* 8. Mai 1958 in Budapest) ist ein ungarischer Fußballspieler und -trainer. Er war von 2006 bis 2008 Trainer der ungarischen Fußballnationalmannschaft. Er ist Sohn des Ujpest-TE-Vereinsspielers Pál Várhidi.

## Werdegang
Peter Várhidi war als Spieler bei Újpest Dózsa, Ganz-Mavag, Domsöd und dem Budapesti VSC.
Als Trainer fungierte er ab 1992 beim Budapesti VSC, ab 1994 bei Újpest Budapest, 1995 beim MTK Budapest FC, später bei Székesfehérvár und Nyíregyháza Spartacus FC.
Ab 2006 war Várhidi Trainer der ungarischen U-21-Auswahl. Noch im selben Jahr wurde er als Nachfolger von Péter Bozsik Trainer der A-Nationalmannschaft. Trotz einer Niederlage im Oktober 2006 in der EM-Qualifikation gegen Malta wurde Várhidis Vertrag im Januar 2007 um ein Jahr verlängert. Ungarn blieb in der Qualifikation für die Teilnahme an der Endrunde der Fußball-Europameisterschaft 2008 chancenlos. Várhidi wurde im April 2008 von seinen Aufgaben als Nationaltrainer entbunden und durch den Niederländer Erwin Koeman ersetzt.
2009 hatte er Engagements beim unterklassigen Budapesti EAC und dem Zweitligisten Szigetszentmiklósi TK. Ende 2009 übernahm er das Traineramt beim Zweitligisten Pécsi Mecsek FC.